# Copa Real Federación Española de Fútbol 2016-17
La Copa Real Federación Española de Fútbol 2016-17 fue la 24.ª edición de dicha competición española. Se disputa en dos fases, una entre equipos de la misma comunidad autónoma entre septiembre y noviembre dependiendo de la autonomía. La segunda fase es la fase nacional, en la que los campeones de cada comunidad se enfrentan a equipos eliminados de las primeras rondas de la Copa del Rey. En esta competición, a diferencia de la Copa del Rey, pueden participar los filiales de los equipos siempre que no participe también el primer equipo.
Esta competición se inició el 29 de julio de 2016 y finalizó el 6 de abril de 2017.

## Equipos clasificados

### Campeón vigente
- At. Baleares

### Campeones regionales
| - Linares - San Fernando - Sporting de Gijón "B" - Teruel - Poblense - Tenisca - Racing de Santander B - Madridejos - Arandina | - Badalona - Alavés B - Badajoz - Arosa - Fuenlabrada - UCAM Murcia B - Varea - Peña Sport - Orihuela |

### Eliminados de la Copa del Rey
| - Atlético Mancha Real - Andorra CF - Burgos - Ponferradina - Zamora - UB Conquense - Socuéllamos - CD Laredo - Prat | - Real Unión - Zamudio - Villa de Santa Brígida (R) - Boiro - San Sebastián de los Reyes - Lorca Deportiva - Real Murcia (R) - UD Logroñés (R) - Atlético Saguntino |

(R) renuncia a disputar la competición.

## Fase nacional

### Dieciseisavos de final
Los partidos de ida de esta fase se disputaron el 23 de noviembre, 30 de noviembre y 1 de diciembre de 2016 y el de vuelta el 14 de diciembre y 15 de diciembre de 2016.
| Equipo 1              | Agr.    | Equipo 2              | Ida | Vuelta |
| --------------------- | ------- | --------------------- | --- | ------ |
| Sporting de Gijón "B" | 3-0     | Zamora CF             | 2-0 | 1-0    |
| Arosa SC              | 1-9     | SD Ponferradina       | 1-5 | 0-4    |
| Zamudio SD            | 3-2     | Racing de Santander B | 1-1 | 2-1    |
| Burgos CF             | 3-2     | Arandina CF           | 2-1 | 1-1    |
| Peña Sport            | 0-1     | Real Unión            | 0-1 | 0-0    |
| CD Varea              | 1-5     | Alavés B              | 1-3 | 0-2    |
| UD Poblense           | 3-3 (v) | Badalona              | 2-2 | 1-1    |
| Atlético Baleares     | 2-5     | AE Prat               | 0-1 | 2-4    |
| Orihuela CF           | 1-3     | Lorca Deportiva       | 1-1 | 0-2    |
| Atlético Saguntino    | 3-0     | UCAM Murcia B         | 2-0 | 1-0    |
| CF Fuenlabrada        | 2-2 (v) | Sanse                 | 1-0 | 1-2    |
| SD Tenisca            | 7-3     | CD Madridejos         | 7-1 | 0-2    |
| San Fernando          | 1-2     | Linares Deportivo     | 0-1 | 1-1    |
| Atlético Mancha Real  | 1-6     | CD Badajoz            | 1-2 | 0-4    |
| UB Conquense          | 1-3     | CD Teruel             | 1-2 | 0-1    |
| Andorra CF            | 2-12    | UD Socuéllamos        | 0-4 | 2-8    |

### Octavos de final
Los partidos de ida de esta fase se disputaron el 12 de enero y el de vuelta el 19 de enero de 2017.
| Equipo 1          | Agr. | Equipo 2              | Ida | Vuelta |
| ----------------- | ---- | --------------------- | --- | ------ |
| Zamudio SD        | 0-5  | Sporting de Gijón "B" | 0-2 | 0-3    |
| Real Unión        | 5-2  | Alavés B              | 3-2 | 2-0    |
| CF Fuenlabrada    | 2-1  | Burgos CF             | 1-1 | 1-0    |
| SD Ponferradina   | 3-2  | SD Tenisca            | 2-2 | 1-0    |
| CF Badalona       | 6-3  | CD Teruel             | 3-0 | 3-3    |
| AE Prat           | 1-2  | Atlético Saguntino    | 1-1 | 0-1    |
| CD Badajoz        | 0-4  | Lorca Deportiva       | 0-0 | 0-4    |
| Linares Deportivo | 2-4  | UD Socuéllamos        | 1-2 | 1-2    |

### Cuartos de final
Los partidos de ida de esta fase se disputaron el 1 de febrero y el de vuelta el 8 de febrero de 2017.
| Equipo 1              | Agr.   | Equipo 2        | Ida | Vuelta |
| --------------------- | ------ | --------------- | --- | ------ |
| SD Ponferradina       | 0-2    | Real Unión      | 0-0 | 0-2    |
| Sporting de Gijón "B" | 2-6    | CF Badalona     | 2-1 | 0-5    |
| CF Fuenlabrada        | 4-4(r) | Lorca Deportiva | 1-0 | 3-4    |
| Atlético Saguntino    | 4-0    | UD Socuéllamos  | 4-0 | 0-0    |

### Semifinales
Los partidos de ida de esta fase se disputaron el 22 de febrero y el de vuelta el 1 de marzo de 2017.
| Equipo 1    | Agr.   | Equipo 2           | Ida | Vuelta |
| ----------- | ------ | ------------------ | --- | ------ |
| Real Unión  | 0-1    | Atlético Saguntino | 0-0 | 0-1    |
| CF Badalona | 2-2(r) | CF Fuenlabrada     | 1-2 | 1-0    |

### Final
La final se disputó a doble partido el 29 de marzo y el 6 de abril de 2017.
| Equipo 1       | Agr. | Equipo 2           | Ida | Vuelta |
| -------------- | ---- | ------------------ | --- | ------ |
| CF Fuenlabrada | 0-3  | Atlético Saguntino | 0-0 | 0-3    |